# Unione Sportiva Biellese 1919-1920
Questa voce raccoglie le informazioni riguardanti l'Unione Sportiva Biellese nelle competizioni ufficiali della stagione 1919-1920.

## Rosa
| N. |                   | Ruolo | Calciatore     |
| -- | ----------------- | ----- | -------------- |
|    | Italia (bandiera) | P     | Bertoldo       |
|    | Italia (bandiera) | P     | Mosca          |
|    | Italia (bandiera) | P     | Giovanni Sassi |
|    | Italia (bandiera) | D     | Terragni       |
|    | Italia (bandiera) | D     | Federico Thedy |
|    | Italia (bandiera) | D     | Basilio        |
|    | Italia (bandiera) | C     | Ceria          |
|    | Italia (bandiera) | C     | Milanesi       |
|    | Italia (bandiera) | C     | Fiore          |
|    | Italia (bandiera) | C     | Pesina         |
|    | Italia (bandiera) | C     | Finotto I      |
|    | Italia (bandiera) | C     | Monformoso     |

| N. |                   | Ruolo | Calciatore             |
| -- | ----------------- | ----- | ---------------------- |
|    | Italia (bandiera) | C     | Meola                  |
|    | Italia (bandiera) | A     | Emilio Genova          |
|    | Italia (bandiera) | A     | Alessandro Roasio I    |
|    | Italia (bandiera) | A     | Ernesto Borel          |
|    | Italia (bandiera) | A     | Bersano                |
|    | Italia (bandiera) | A     | Bolla                  |
|    | Italia (bandiera) | A     | Corrado Guglielminotti |
|    | Italia (bandiera) | A     | Luigi Roasio II        |
|    | Italia (bandiera) | A     | Gariglio               |
|    | Italia (bandiera) | A     | Davisio                |
|    | Italia (bandiera) | A     | Monti                  |

## Risultati

### Prima Categoria

#### Girone A piemontese

##### Girone di andata
| Arbitro: | Cartasegna (Torino) |

|                   |           |                                                                                       |
| E. Borel 85’, 86’ | Marcatori | 10’, 80’ Boglietti III 25’, 83’ Peruzzi II 50’, 61’, 57’ Mosso III 69’, 77’ Arioni II |

| Arbitro: | Portigliatti (Torino) |

|                                           |           |                        |
| Zampiccinini Barale 27’ Migliore 35’, 61’ | Marcatori | 71’ Bersano 88’ Genova |

| Arbitro: | Tacconis (Torino) |

|                                  |           |  |
| Mattea R. Varalda Giriodi ?’, ?’ | Marcatori |  |

| Arbitro: | Minoli (Torino) |

|                                                  |           |                 |
| Terragni 10’ Roasio I 28’ (rig.) Genova 35’, 70’ | Marcatori | Montanari Fiore |

| Arbitro: | Sganzetta (Torino) |

|               |           |                                             |
| Roasio II 90’ | Marcatori | ?’, ?’ Ardissone ?’, ?’, ?’, ?’ Rampini III |

##### Girone di ritorno
| Arbitro: | Sganzetta (Torino) |

|                                   |           |                           |
| Debernardi II 16’ Crotti 29’, 37’ | Marcatori | 42’ Bersano 70’ Roasio II |

| Arbitro: | Enrietti (Torino) |

|               |           |  |
| Roasio II 80’ | Marcatori |  |

| Arbitro: | Jaretti Sodano (Torino) |

|  |           |                          |
|  | Marcatori | 27’, ?’ Ferraris Giriodi |

| Alessandria 14 dicembre 1919 9ª giornata | Alessandrina          | 0 – 0 | Biellese | Campo al Cristo\| Arbitro: \| Rangone (Alessandria) \| |
| Arbitro:                                 | Rangone (Alessandria) |       |          |                                                        |

| Arbitro: | Grassi (Novara) |

|                                    |           |  |
| Rampini III 43’ Corna I Rampini II | Marcatori |  |